# Malevolence (banda)
Malevolence es una banda británica de metalcore de Sheffield, Yorkshire del Sur. Han lanzado tres álbumes de estudio y un EP y establecieron su propio sello discográfico llamado MLVLTD Music.

## Historia
Los guitarristas Josh Baines y Konan Hall se unieron por primera vez por un amor compartido por la música heavy metal mientras asistían a la escuela primaria en Sheffield, y comenzaron a tocar en vivo cuando tenían doce años. Malevolence se formó oficialmente en 2010, cuando Alex Taylor se unió como vocalista. Lanzaron una demostración el año siguiente.
En junio de 2013, firmaron con Siege of Amida Records. El sello lanzó el primer álbum de la banda Reign of Suffering el 23 de noviembre de 2013. Entre el 3 de abril y el 2 de mayo de 2014 apoyaron a Obey the Brave en su gira europea junto con Napoleón y Kublai Khan. Ese mismo año, del 8 de noviembre al 20 de diciembre, apoyaron a Dying Fetus en su gira europea con Goatwhore y Fallujah. Entre el 7 de agosto y el 16 de septiembre de 2016, la banda realizó una gira por Norteamérica con Kublai Khan y Jesus Piece.
El 19 de mayo de 2017, se lanzó su segundo álbum de estudio Self Supremacy a través de Beatdown Hardwear Records. Del 11 al 13 de febrero de 2018, abrieron para Despised Icon en su gira por el Reino Unido, junto con Archspire y Vulvodynia. Tocaron en el Download Festival en junio. Del 21 de marzo al 1 de mayo de 2019, abrieron junto con Misery Signals y Left Behind en la gira europea cotitular de Darkest Hour y Unearth. Entre el 1 y el 6 de diciembre, la banda abrió para Knocked Loose en su gira por el Reino Unido junto con Renounced y Justice for the Damned.
A finales de 2019, la banda estableció su propio sello discográfico MLVLTD Music como un medio para seguir lanzando música con el mayor control posible. En enero de 2020, tocaron en el Invasion Festival en Sídney y realizaron una gira por Australia en apoyo de Terror. El 28 de febrero de 2020, lanzaron la canción Keep Your Distance, con Bryan Garris de Knocked Loose, como sencillo. El 26 de marzo, lanzaron un vídeo musical para su sencillo Remain Unbeaten. Ambas canciones se incluyeron en su EP lanzado el 24 de abril titulado The Other Side. En referencia al lanzamiento de un EP, Taylor declaró que "Queríamos hacer un breve trabajo para publicar mientras continuamos escribiendo para nuestro próximo álbum de larga duración, al mismo tiempo que intentamos salir lo más posible de nuestra zona de confort como sea posible".
En junio de 2021, la banda tocó en el Download Festival Pilot, el primer festival de música celebrado en el Reino Unido desde marzo de 2020 debido a la Pandemia de COVID-19. El 23 de febrero de 2022, anunciaron que su tercer álbum Malicious Intent se lanzaría el 20 de mayo de 2022 a través de Nuclear Blast, y lanzaron el primer sencillo del álbum, "On Broken Glass". El segundo sencillo del álbum, "Life Sentence", fue lanzado el 24 de marzo, seguido del tercer sencillo, "Still Waters Run Deep", el 28 de abril. El 10 de marzo de 2023, la banda anunció el lanzamiento de un EP split titulado The Aggression Sessions, en el que participan Thy Art Is Murder y Fit for an Autopsy, que se lanzó el 7 de abril de 2023.

## Miembros
Miembros actuales
- Alex Taylor – Voz principal (2010–presente)
- Josh Baines –  Guitarra (2010–presente)
- Konan Hall –  Guitarra, coros (2010–presente)
- Wilkie Robinson – Bajo (2010–presente)
- Charlie Thorpe – Batería (2010–presente)

## Discografía
Álbumes de estudio
- Reign of Suffering (2013)
- Self Supremacy (2017)
- Malicious Intent (2022)

EPs
- The Other Side (2020)
- The Aggression Sessions (2023, split EP con Thy Art Is Murder y Fit for an Autopsy)

Demos
- Demo (2011)